# 森於菟
森於菟（日语：／ Mori Oto */?，1890年9月13日—1967年12月21日），日本的醫學者，專長是解剖學。專業著作之外，著有父森鷗外的回憶錄和隨筆。

## 簡歷
1890年9月13日在東京出生，是森鷗外與最初的妻森登志子（赤松則良的長女）間的長男。
出生后沒有得到母乳餵養的森於菟，虛歲5歲時被託付給了本鄉森川町的菸草商平野甚三方。被接回森家后，由祖母培養教育，與父親森鴎外同樣接受了熱情的教育。父親為日俄戰爭出征后的1908年4月，森於菟回到了祖母處，為客死異鄉的曾祖父森白仙（滋贺县的旧土山町常明寺）掃墓歸來后，又第一次拜訪問候了已故母親的娘家人，也就是自己的祖父母（静冈县磐田市）。此後，與異父妹妹美代子的關係變得很好，但是美代子十幾歲就病死了。1922年3月14日，爲了去歐洲留學，與異母妹妹森茉莉（丈夫山田珠樹正在欧州留学中）乘坐同一條船出發。這次同前來送行的父親的離別竟成了永別。
爸爸日俄戰爭出征的1905年春，比同窗生（同班同學）小2歲從獨逸學（德國學）協會學校中等部畢業，舊制東京第一高等学校入學考失敗。
翌1906年，入學舊制東京第一高等学校的三部（外國語以德語為主体，目標醫學部）。
東京帝國大學醫學部醫學士、理學部動物學科理學士，東京帝國大學醫學博士（1926年）。
歷任母校東京帝國大學醫學部助手、助教授（日本語稱副教授為助教授）。
1936年轉任台北帝國大學醫學部解剖學講座教授，1939年到1941年兼醫學部長（日本語稱學院為學部，院長為學部長）。
1941年到1942年間醫學部長由富田雅次擔任，1942年到1944年的醫學部長是小田俊郎，1944年森又回任醫學部長，直到1945年。
日本戰敗後，正擔任台北帝大醫學部長的他，將醫學部移交給接收的台灣人藥理學講座教授杜聰明，成為台北帝大最後1任醫學部長，杜出任新成立的國立臺灣大學醫學院院長，聘請他擔任醫學院解剖學教授。
不久離開工作10年的台灣，回到東京擔任私立帝國女子醫學專門學校（1950年改成現在的東邦大學）的校長（任期1946年到1949年），後專任東邦大學醫學部教授。
森於菟在兄弟4人中最早寫了父親的回想記（最初的隨筆集《解剖臺に憑りて》，昭和書房，1934年1月），後來其他3人也發表了父親的回想記。
於菟喜歡生物學，家裡希望他讀醫科，醫科卒業后又進同校學動物科學，得到醫學、理學2個學位。

## 家族・親族
- 父：森鷗外（軍醫、作家）
- 母：登志子（海軍中將赤松則良的女兒）
- 長男：森真章（もり まくす，1919年－2000年）森鷗外命名。台北帝国大学医学部卒業，元台北帝国大学附屬病院皮膚泌尿器科医局員，医学博士，元埼玉中央病院皮膚科部長。
- 二男：森富（もり とむ、1921年－2007年8月31日）森鷗外命名。預定生女兒以「百合」命名。元國立東北大學教授，日本東北大學醫學部醫學士、醫學博士（解剖學專門），曾任仙台大學校長。

（以下森於菟命名）
- 三男：森禮於（もり れお、1925年－2000年2月22日）光學專家，元東芝總合研究所首席技監。
- 四男：森樊須（もり はんす、1928年－2007年9月21日）元國立北海道大學教授。
- 五男：森常治(もり じょうじ、1931年－2015）英文學研究者，作家，元早稻田大學教授。
- 異母妹：森茉莉（作家）、小堀杏奴（作家）
- 異母弟：森類（もり るい，作家）
- 舅父：赤松範一

## 著書
- 《解剖臺に憑りて》，昭和書房，1934年1月
- 《解剖學1》（合著，分擔總論・骨学・靭帶学・筋学的編寫），金原出版，1950年，新版1984年，ISBN 4307003411
- 《医学者の手帖》（合著），學生社，1978年
- 《鴎外遺珠と思ひ出》（和森潤三郎合編），復刻日本図書センター，1987年，ISBN 4820506889
- 《解剖刀を執りて》，筑摩書房，1989年
- 《父親としての森鴎外》，ちくま学芸文庫，1993年，ISBN 4480027688

## 其他
自家宅邸是建築家清家清設計的，就是日本近代住宅史上有名的「森博士的家」。